# Pingasa atriscripta
Pingasa atriscripta là một loài bướm đêm trong họ Geometridae.